# (2401) Aehlita
(2401) Aehlita (1975 VM2) – planetoida z pasa głównego asteroid okrążająca Słońce w ciągu 4,61 lat w średniej odległości 2,77 au. Odkryta 2 listopada 1975 roku.